# Fifinella
Fifinella è un personaggio immaginario, una femmina di gremlin, ideato da Walt Disney per la trasposizione cinematografica del libro di Roald Dahl The Gremlins. Durante la seconda guerra mondiale, il Women Airforce Service Pilots (WASP) chiese ed ottenne dalla Disney di poter utilizzare il personaggio come mascotte.

## Origini
Le origini di Fifinella risalgono al 1942, quando Roald Dahl, ex-pilota della RAF, scrisse The Gremlins, una favola che raccontava i pericoli del combattimento aereo. Nel libro, la parola "fifinella" indica genericamente i gremlins femmina e non è riferita ad un esemplare specifico. Dahl prese il nome da un cavallo da corsa, una puledra di nome Fifinella, vincitrice del Derby di Epsom e dell'Epsom Oaks nel 1916, anno di nascita di Dahl.
I gremlins sono esseri immaginari dotati di potenti poteri magici. Secondo la tradizione, questi dispettose creature erano responsabili di guasti meccanici di ogni tipo e di altri problemi. Inoltre, distraevano i piloti di bombardieri nei momenti critici, facendogli commettere errori di valutazione.

## The Gremlins
The Gremlins fu edito da Random House per la Disney e pubblicato a puntate sulla rivista Cosmopolitan. Il libro, il primo per bambini scritto da Dahl, era stato pensato come strumento promozionale per un futuro lungometraggio animato. Mentre il film era già in pre-produzione, la Disney si scontrò con un problema di copyright, non si riusciva infatti a stabilire con precisione chi possedesse i diritti. L'altro problema che causò l'abbandono del progetto furono le forti interferenze dell'Air Ministry britannico, Dahl era infatti in congedo in tempo di guerra, che pretendeva di avere l'ultima parola su sceneggiatura e produzione.
Di fronte ai problemi di copyright e resosi conto che la "Clause 12" ("Clausola 12"), imposta dall'Air Ministry nel contratto originale, limitava fortemente il lavoro dello studio, sebbene a malincuore Walt Disney iniziò rallentare il progetto. Nell'agosto 1943, dopo aver preso in considerazione l'idea di un cortometraggio basato sul libro, Disney comunicò a Dahl per corrispondenza che il progetto non avrebbe avuto ulteriori sviluppi. Dopo un anno di conferenze e ricerche, Dahl si rese conto che il suo libro sarebbe l'unico prodotto tangibile dell'intero progetto.

## Design
Nella sua versione originale, Fifinella era una piccola creatura alata, con corna, un casco da aviatore giallo, un top rosso, pantaloni gialli, lunghi guanti neri, stivali rossi e occhiali da pilota. Di solito era ritratta in atterraggio, con sullo sfondo un cerchio rosso. In seguito, dopo l'adozione da parte delle WASP, fu disegnata in posizione simile ma a cavalcioni di una bomba. Inoltre, nella nuova versione Fifinella indossava un cappotto rosso e pantaloni viola, mentre il cerchio sullo sfondo non era più rosso ma blu. Più in generale, però, le toppe cucite sui giubbotti delle WASP erano personalizzate e da toppa a toppa erano presenti variazioni di forme e colori.

## Impiego

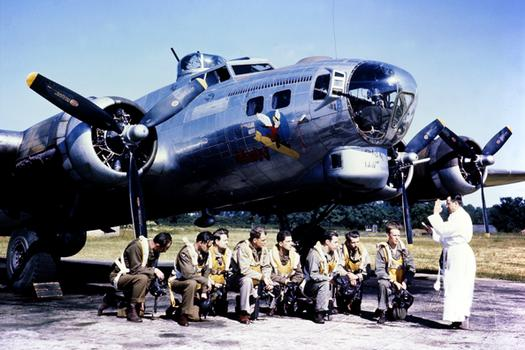
Il B-17G Fifinella del 91st Bomb Group. Sul muso è ritratta Fifinella a cavalcioni di una bomba

Fifinella fu adottata come mascotte dal Women Airforce Service Pilots, ed apparve su molti giubbotti di volo delle WASP.
Fu dipinta anche sul muso di alcuni bombardieri. Un B-17G Flying Fortress (matricola #42-107030), del 91st Bomb Group, fu soprannominato Fifinella. Andò perduto in azione il 13 agosto 1944 durante una missione bombardamento sopra Le Manoir, Francia.
Un B-29 Superfortress (matricola #42-6569), appartenente al 19th Bomb Group e attivo durante la guerra di Corea, fu anch'esso soprannominato Fifinella.